# Quando le donne si chiamavano madonne
Quando le donne si chiamavano madonne è un film del 1972 diretto da Aldo Grimaldi. Tra gli attori, Edwige Fenech, Vittorio Caprioli e Don Backy.
Il film è una delle prime commedie erotiche all'italiana. Ambientato nel Medioevo, si sviluppa in classico stile boccaccesco e troviamo una prorompente Edwige Fenech circondata da spasimanti. Nel cast si annovera la figlia di Vitaliano Brancati.

## Trama
Durante il Medioevo, i giovani Gisippo, Ruberto e Tazio si recano a Prato per assistere al processo di Giulia, rea di aver tradito il marito Romildo (pigro e troppo "veloce" durante l'atto sessuale). Nei confronti della donna è prevista la condanna al rogo. Giulia però, bella e convincente, colpisce l'animo del giudice ed ottiene il permesso di riprovare a fare l'amore ancora una volta prima della condanna. Dato che uno dei tre giovani ha appoggiato l'apologia di Giulia durante il processo, lo zio di Romildo li invita nella sua casa, dove gli offre la possibilità di abbandonarsi ai piaceri più sfrenati e volgari con tre vogliose ragazze sue ospiti e di nome Peronella, Francesca e Lucia.
Sebbene Peronella sappia concedersi facilmente a Tazio, Francesca è restia a concedersi a Ruberto poiché ha uno zio frate molto geloso (anche se in realtà è un gran gaudente), mentre Lucia ha paura di confrontarsi con l'altro sesso. Gisippo e Ruberto, che non riescono a concludere, si travestono così da donne e riescono a vincere i timori delle fanciulle e a possederle. Alla fine i tre ragazzi continuano a perseguire le loro avventure sessuali, mentre madonna Giulia decide di offrire i suoi favori da gran seduttrice al Giudice Don Cecco per essere assolta.

## Distribuzione
Il film è uscito nelle sale il 23 agosto 1972.